# Malaya i olympiska sommarspelen 1960
Malaya deltog med nio deltagare vid de olympiska sommarspelen 1960 i Rom. Ingen av landets deltagare erövrade någon medalj.